# Darfo Boario Terme
Darfo Boario Terme (en dialecto camuno: Dàrf), es una localidad italiana de la provincia de Brescia, región de Lombardía, con 15.349 habitante, el más poblado de Val Camonica. 
La capital del municipio es Darfo, mientras que su denominación se debe al nombre de la capital unida al de la principal fracción.

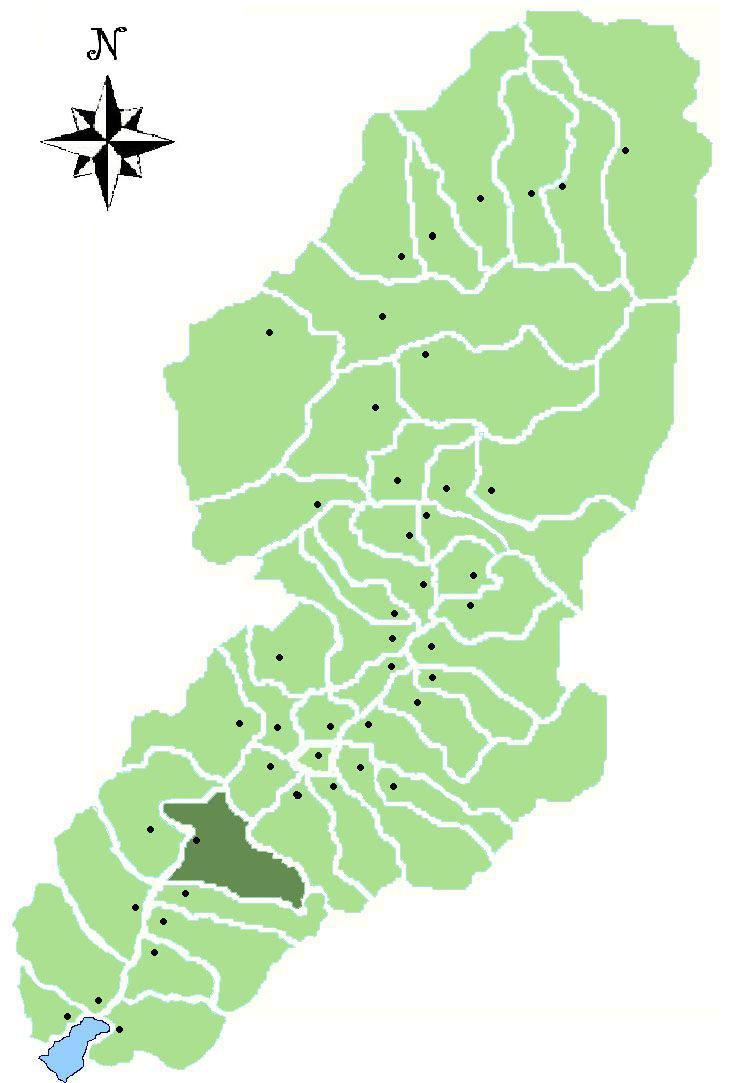
El territorio de Darfo Boario Terme en Val Camonica.

La zona estaba ya habitada en época prehistórica: están presentes incisiones rupestres cerca de la localidad de Corni Freschi (Attola), a los pies del Monticolo, y en el Parco comunale delle incisioni rupestri di Luine (Parque municipal de las incisiones rupestres de Luine), que forma parte del Arte rupestre de Val Camonica, Patrimonio de la Humanidad declarado por la Unesco. En Luine también se han recuperado terracotas de la Edad del Bronce (1969), mientras que otras inciones rupestres se encontraron en los alrededores del Lago Moro.

## Evolución demográfica
| Gráfica de evolución demográfica de Darfo Boario Terme entre 1861 y 2001 |
|                                                                          |
| Fuente ISTAT - elaboración gráfica de Wikipedia                          |